# Ileana Iliescu
Ileana Iliescu (n. 30 octombrie 1937, Sighișoara) este o prim-balerină română a Operei Naționale din București.

## Biografie
A început să studieze baletul în 1945 la Școala Populară de Artă din Brașov, având-o ca profesoară pe Ema Hamrodi. Se mută la București în 1949 pentru a urma cursurile Liceului de Coreografie din București (1949-1954), unde-i are ca profesori pe Anton Romanowski, Gelu Matei, Oleg Danovski și Tilde Urseanu. A fost prim-balerină a Operei Naționale din București. Rolurile sale cele mai cunoscute sunt Regina Balului din Călărețul de aramă, Odette-Odile, Kitri și Zarema din Fântâna din Baccisarai, precum și cele din Lacul Lebedelor, Giselle, Coppelia, Carmen, Spartacus, Spărgătorul de nuci, Tricornul, Romeo și Julieta, Don Quijote, Floarea de piatră, Frumoasa din pădurea adormită, Șeherezada și Ucenicul vrăjitor.  
A obținut în 1963 premiul I la Festivalul de canto, dans, pian și compoziție din Italia. A participat în anii '60 și '70 la numeroase turnee în străinătate, în țări precum Germania, Polonia, Cehoslovacia, URSS, Ungaria, Grecia, Cuba, Iugoslavia, Spania. A predat pentru o perioadă la o școală de balet la Torino, apoi s-a întors în România pentru a conduce Compania de balet a Operei Naționale din București.

## Distincții
- titlul de Artist Emerit al Republicii Populare Romîne (18 august 1964) „pentru merite deosebite în activitatea desfășurată în domeniul teatrului, muzicii, artelor plastice și cinematografiei”[3]
- Ordinul Meritul Cultural clasa a III-a (12 septembrie 1968) „pentru merite deosebite în activitatea muzicală”[4]
- Ordinul Meritul Cultural clasa a II-a (1971) „pentru merite deosebite în opera de construire a socialismului, cu prilejul aniversării a 50 de ani de la constituirea Partidului Comunist Român”[5]
- Ordinul național Serviciul Credincios în grad de Cavaler (2001) „pentru îndelungata și prodigioasa carieră artistică, recunoscută pe plan intern și internațional, cu ocazia aniversării a 80 de ani de existență a Operei Naționale din București”[6]

În 2009, Ileana Iliescu a fost declarată „Cetățean de onoare al orașului Sighișoara”.

## Filmografie
- Veronica se întoarce (1973)
- Pruncul, petrolul și ardelenii (1981) - proprietara saloon-ului
- Praful și aurul scenei (2002)
- "Amintiri din anii de aur ai baletului romanesc"un film de Cleopatra Lorințiu